# Noszolyi sajt

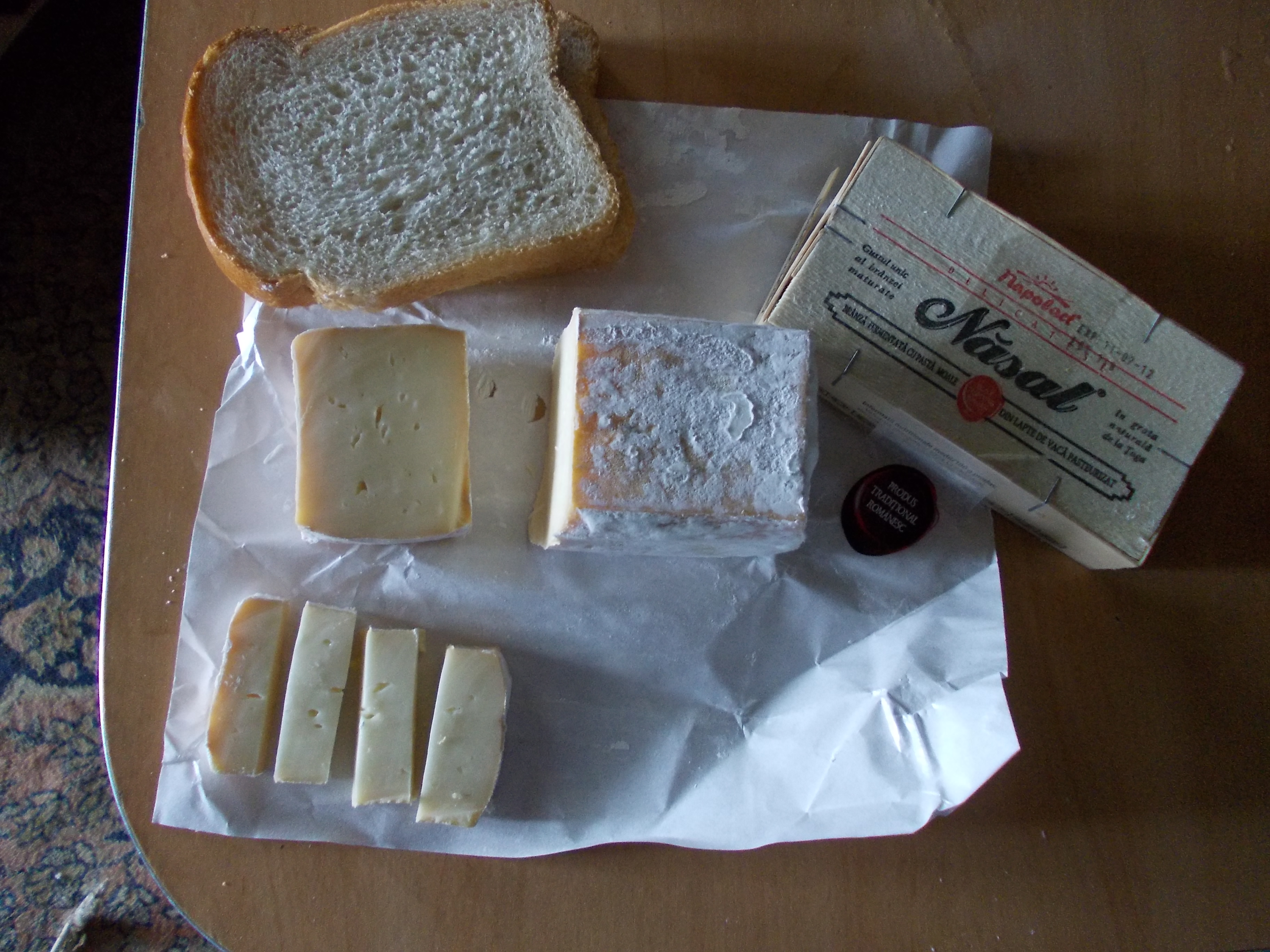
Szeletelt noszolyi sajt és fadobozos csomagolása

A noszolyi sajt (románul Brânza Năsal) a Kolozs megyei Noszoly (rom. Năsal) és a környékbeli községek egyedi mikroklímájában érlelt sajt. Eredetileg juhtejből, napjainkban tehéntejből készülő, sózott, rúzsflórával érő, lágy, zsíros sajt.
A noszolyi sajt híres jellegzetesen erős, pikáns, enyhén ammóniás bukéjáról, ami minden rúzsflórával érő sajt jellegzetessége. Ez a tulajdonsága a pálpusztai sajtra emlékeztet, azonban annál jóval nagyobb méretben készül. A sajttészta lágy, legfeljebb kevés apró erjedési vagy röglyuk található benne. Kis méret és tömeg, rövid érési idő jellemzi, kívülről befelé érik. Íze az érés folyamán alakul ki. 
A falu környékén több természetes üreg található, ahol állítólag sajtokat érleltek.

## Története
Schilling János építészmérnök az 1800-as évek közepén birtokot vásárolt Noszolyon. Ma már nem tudni, hogy ő vagy fia kezdte el a sajtkészítést, de az bizonyos, hogy fia, Schilling Ottó idejében, már a 19. század folyamán készült sajt a birtokon található pincékben. A sajt Erdély-szerte hírnevet szerzett magának, a párizsi világkiállításon aranyérmet kapott. Észak-Erdély visszacsatolása után rövid ideig Budapesten, Gundelnél is kapható volt. 1948-ban államosították a birtokot, 1954-ben pedig egy kisebb sajtüzem létesült a faluban, ahova áthelyezték a termelést. A gyár 2013. június 1-ig a kolozsvári Napolact noszolyi alegységeként működött; ekkor a kedvezőtlen piaci helyzetre hivatkozva bezárták.

## Jellemzői
Szárazanyag-tartalma legalább 48% (m/m), zsírtartalom a szárazanyagban pedig legalább 45% (m/m) kell, hogy legyen. Sótartalma 2-3%.